# 전기통신사업법
전기통신사업법(電氣通信事業法)은 전기통신사업의 운영을 적정하게 하여 전기통신사업의 건전한 발전을 기하고 이용자의 편의를 도모함으로써 공공복리의 증진에 이바지하기 위하여 제정된 대한민국의 법률이다. 전기통신기본법에 규정된 기본 정의나, 원칙 등을 보다 구체화한 법이다.

## 총칙

### 전기통신사업자
"전기통신사업자"라 함은 이 법에 의한 허가를 받거나 등록 또는 신고를 하고 전기통신역무를 제공하는 자를 말한다.(전기통신사업법 제2조 제1항 제1호) 전기통신사업자는 전기통신사업법이 정하는 바에 의하여 기간통신사업자, 별정통신사업자 및 부가통신사업자로 구분한다.(전기통신기본법 제7조, 전기통신사업법 제4조)
전기통신사업자는 그 밖에 다른 법률의 수범자이기도 하다. 정보통신망 이용촉진 및 정보보호 등에 관한 법률상, "정보통신서비스제공자"라 함은 「전기통신사업법」 제2조제1항제1호의 규정에 따른 전기통신사업자와 영리를 목적으로 전기통신사업자의 전기통신역무를 이용하여 정보를 제공하거나 정보의 제공을 매개하는 자를 말한다.(제2조 제3호) 또한 전기통신사업자는 신용정보의 이용 및 보호에 관한 법률 상, "신용정보제공·이용자"이다.(제2조 6호) 통신비밀보호법상, 검사 또는 사법경찰관은 수사 또는 형의 집행을 위하여 필요한 경우 전기통신사업자에게 통신사실 확인자료의 열람이나 제출을 요청할 수 있다.(제13조 제1항) 법원도 재판상 필요한 경우에는 민사소송법 제294조 또는 형사소송법 제272조의 규정에 의하여 전기통신사업자에게 통신사실확인자료제공을 요청할 수 있다.(제13조의2) 그리고, 정보수사기관의 장은 국가안전보장에 대한 위해를 방지하기 위하여 정보수집이 필요한 경우 전기통신사업자에게 통신사실 확인자료제공을 요청할 수 있다.(제13조의4 제1항) 전기통신사업자는 검사·사법경찰관 또는 정보수사기관의 장이 이 법에 따라 집행하는 통신제한조치 및 통신사실 확인자료제공의 요청에 협조하여야 한다.(제15조의2 제1항) 전파법상, 전기통신사업자는 무선국을 개설하려는 자와 이용계약을 체결하였을 때에는 대통령령으로 정하는 바에 따라 신규로 이용계약을 체결한 가입자의 수와 전체 가입자의 수를 방송통신위원회에 통보하여야 한다.(제19조)
"전기통신사업자는 정당한 사유없이 전기통신역무의 제공을 거부하여서는 아니된다."(제3조 제1항)는 조항은 계약법상 기본원칙인 계약자유의 원칙에 대한 예외라고 할 수 있다.

## 통신사업의 구분
전기통신사업은 기간통신사업, 별정통신사업 및 부가통신사업으로 구분되는데, 기간통신사업이란 "전기통신회선설비를 설치하고, 이를 이용하여 공공의 이익과 국가산업에 미치는 영향, 역무의 안정적 제공의 필요성 등을 참작하여 전신·전화역무등 정보통신부령이 정하는 종류와 내용의 전기통신역무(이하 "기간통신역무"라 한다)를 제공하는 사업"이고, 별정통신사업이란 기간통신사업자의 전기통신회선설비 등을 이용하여 기간통신역무를 제공하는 사업, 구내에 전기통신설비를 설치하거나 이를 이용하여 그 구내에서 전기통신역무를 제공하는 사업"이다. 그리고 부가통신사업이라는 기간통신사업자로부터 전기통신회선설비를 임차하여 하는 "기간통신사업" 이외의 사업을 말한다.(제4조)

## 전기통신사업자의 금지 행위
전기통신사업자는 공정한 경쟁 또는 이용자의 이익을 저해하거나 저해할 우려가 있는 행위를 하거나 다른 전기통신사업자 또는 제3자로 하여금 이를 행하도록 하여서는 아니된다. 이에 해당하는 것으로는 "1. 전기통신설비의 제공·공동활용·공동이용·상호접속 또는 공동사용 등이나 정보의 제공 등에 관하여 부당한 차별을 하거나 협정체결을 부당하게 거부하는 행위 또는 체결된 협정을 정당한 사유없이 불이행하는 행위, 2. 전기통신설비의 제공·공동활용·공동이용·상호접속 또는 공동사용 등이나 정보의 제공 등에 의하여 알게 된 다른 전기통신사업자의 정보등을 자신의 영업활동에 부당하게 유용하는 행위, 3. 비용 또는 수익을 부당하게 분류하여 전기통신역무의 이용요금이나 전기통신설비의 제공·공동활용·공동이용·상호접속 또는 공동사용 등이나 정보제공의 대가 등을 산정하는 행위, 4. 이용약관(제29조제1항에 따라 신고 또는 인가된 이용약관에 한한다)과는 다르게 전기통신역무를 제공하거나 전기통신이용자의 이익을 현저히 저해하는 방식으로 전기통신역무를 제공하는 행위"가 있다.(제36조의3 제1항)

## 기타
전기통신사업자는 신용정보의 이용 및 보호에 관한 법률 상 신용정보제공·이용자이다. (동법 (제2조 6호, 시행령 제2조 27호, 시행규칙 제2조 8호)

## 같이 보기
- 전기통신기본법 - 1983년 12월 기존의 전기통신법이 공중전기통신사업법(현 전기통신사업법)과 전기통신기본법으로 분리·제정되었다.
- 일본의 전기통신사업법